# Alexandru Roman
Alexandru Roman (n. 26 noiembrie 1826, Aușeu, Bihor – d. 27 septembrie 1897, Sebeș) a fost un om politic și de cultură român, publicist, profesor de limba română la Liceul Premonstratens din Oradea, apoi titularul catedrei de filologie română al Universității din Budapesta, membru fondator al Academiei Române.

## Biografie
Alexandru Roman s-a născut la 26 noiembrie 1826, în Aușeu din actualul județ Bihor, în familia unui preot greco-catolic ardelean.
Studiile primare și secundare le-a terminat la Beiuș și Oradea. A urmat studiile superioare la Universitatea din Viena, unde a studiat filosofia, matematica și teologia. A fost profesor la Gimnaziul „Samuil Vulcan” din Beiuș. Acolo a fost primul profesor care a ținut prelegeri în limba română. Din 1851 a devenit profesor titular de limba română la Academia de Drept din Oradea, iar din 1862 până în 1867 a fost profesor de limba română la Universitatea din Budapesta. Alexandru Roman a fost unul din inițiatorii catedrei de limbă și literatură română de la Budapesta, alături de episcopul greco-catolic Vasile Erdeli-Ardeleanu.
În 1866 Alexandru Roman s-a numărat printre membrii fondatori ai Societății Literare Române, care ulterior a devenit Academia Română. El s-a mai numărat printre organizatorii Societății de Lectură a Junimei Române Studioase (1851) și ai Societății Petru Maior (1862). A fost redactor al gazetelor „Concordia” (înființată la Budapesta în 1861, în colaborare cu Sigismund Pap, până în 1866) și la „Federațiunea” (1868 - 1876), înființat tot de el la Budapesta. A suferit multe persecuții politice din partea autorităților maghiare fiindcă a apărat deschis cauza românilor transilvani, în Ungaria dualismului (1867-1918) austro-ungar. În paginile acestor reviste el a publicat articole deosebit de virulente care i-au atras numeroase procese de presă și care au culminat cu Pronunciamentul de la Blaj din 1868, articol pentru care a fost condamnat la un an de închisoare (în închisoarea ungară din Vaț, grațiat în 1870).
Între 1865 și 1888 a fost deputat în Parlamentul de la Budapesta, în care s-a pronunțat pentru drepturile românilor din Transilvania.